# 御井神社 (各務原市)
御井神社（みいじんじゃ）は、岐阜県各務原市（美濃国各務郡）にある神社。

## 概要
式内社である。
御井神は木の神、水神、安産の神である。この周辺は水が豊富であり、各務原市の水源地もこの近くである。かつては三井山自体が神社の境内であった。
元は三井村の産土神であったが、現在は各務原市稲羽地区の産土神とされている。
各務原市内の金幣社五社のうちの一社である。

## 概略
創建時期は不明。創建当初は三井山の南斜面に社殿があり、三井山全体が境内であった。その後山頂に本殿が移された。近くに木曽川が流れており、軍事上の重要な位置であった。戦国時代、土岐氏の土岐弥一郎（三井弥一郎）により、三井山山頂に三井城が築城される。このさい、御井神社は三井山の麓の御旅所（現在地）に移転する。御井神社の一部は分祀され、上中屋（現・各務原市上中屋町）の天神社（現・天神神社（各務原市上中屋町3丁目））になったという。
三井城は1548年（天文17年）、土岐氏と守護代斎藤氏との内紛の最中、尾張国の織田信秀に攻められ落城し、そのまま廃城となる。
現在の本殿、祝詞殿、拝殿は1941年（昭和16年）竣工。
毎年4月のはじめの日曜日に｢酒占（さかうら）神事｣が行われる。この神事は、長さ20cmほどの青竹の節に小さな穴を明けそこに神酒を注ぎ紙で穴を塞ぎ御祓いの後池に投げ込み、竹筒が沈めばその年は雨が降り豊作、逆に浮けば日照りで凶作になるとされている。
各務原市内金幣社五社の一社である。
三井山の山頂付近には奥之宮、三井山山麓には別宮の御井池龍神神社がある。

## 主祭神
- 御井神

## 合祀
- 国常立神
- 素戔嗚神

## 摂社
- 神明神社（天照大神）
- 御鍬神社（保食神）
- 秋葉神社（火之迦具土神）
- 住吉神社（筒男命三神）

## その他
- 日露戦役記念碑 - 1909年（明治42年）更木村在郷軍人団により建立
- 乃木希典像 - 1936年（昭和11年）建立
- 二宮金次郎像

## 主な神事[2]
- 1月1日 - 歳旦祭
- 1月1日 - 元旦祭
- 2月10日 - 御鍬祭
- 旧暦2月14日 - 秋葉祭
- 2月第三日曜日 - 祈年祭
- 3月15日 - 住吉祭
- 4月第一土曜日 - 奥之宮祭・水神祭
- 4月第一日曜日 - 鎮花祭
- 5月25日 - 河童祭
- 6月17日 - 神明祭
- 6月30日 - 夏越大祓式
- 7月1日 - 虫送り祭
- 7月23日 - 津島祭
- 旧暦8月14日 - 秋葉祭
- 8月18日 - 田中祭
- 10月第二日曜日 - 例大祭
- 11月第四日曜日 - 新嘗祭
- 12月30日 - 年越大祓祭
- 12月31日 - 除夜祭
- 毎月1日 - 月首祭
- 毎月15日 - 月次祭

## 文化財
各務原市指定文化財
- 御井神社の狛犬：1対[3][2]
- 考古資料（三井古墳出土）：3点[3][2]

## 所在地
- 岐阜県各務原市三井町5丁目8
  - かつての所在地の三井山は、御井神社より約900m東南東にある。

## 交通機関
- 各務原市ふれあいバス稲羽線「三井町公民館前」バス停下車、徒歩で約3分。

## 奥之宮

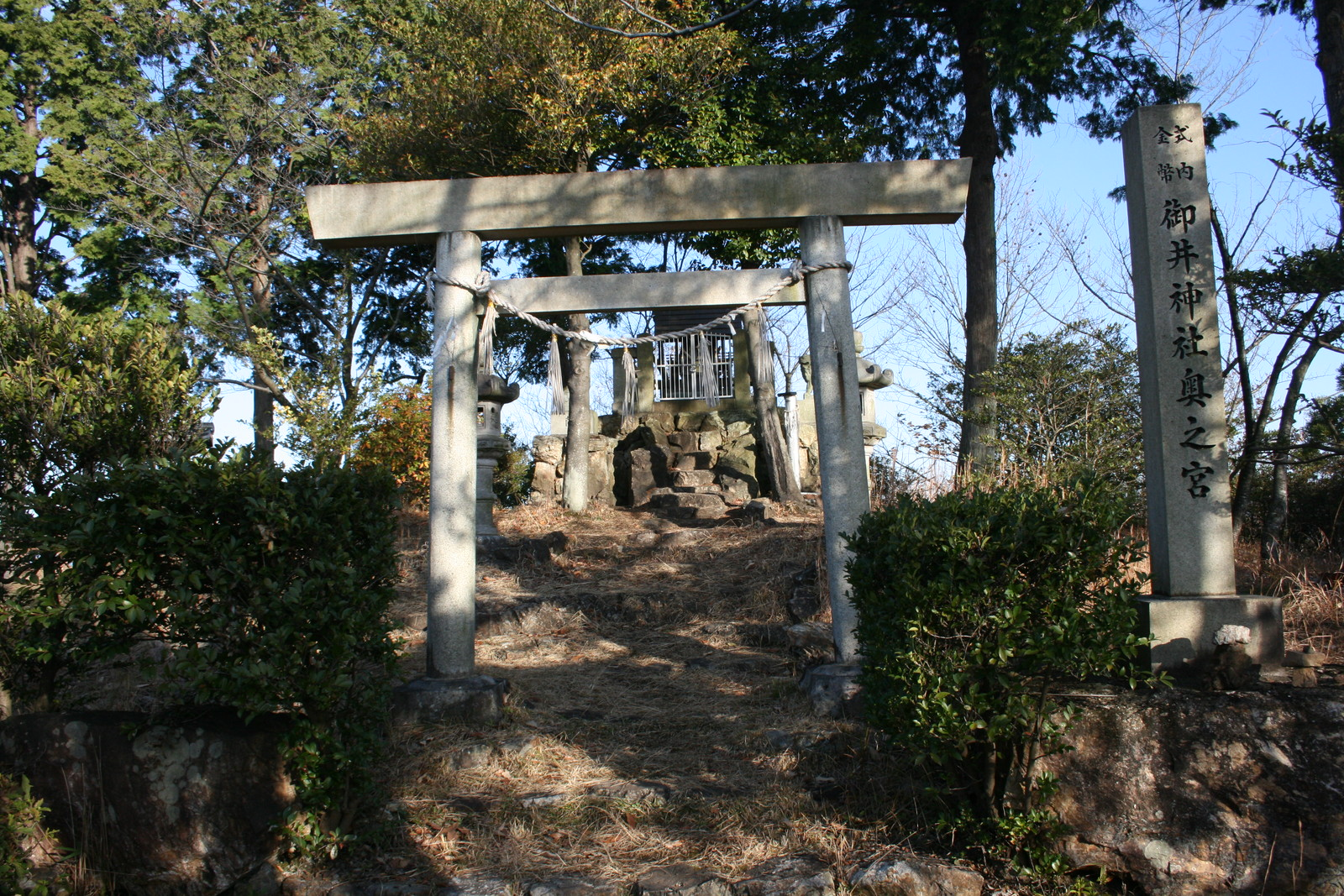
三井山頂上の御井神社奥之宮

かつての御井神社が鎮座していた三井山の山頂付近にある。三井城落城後に御井神社から分祀された（時期は不明）。
三井山には磐座の祭祀遺跡もあり、多くの出土品が発見されている。また、山腹には、三井山古墳（御井神社境内古墳）という古墳がある。

### 祭神
- 御井神

### 住所
- 岐阜県各務原市那加官有地無番地（三井山山頂付近）
  - 三井山の山頂周辺と東麓は岐阜基地と同じ住所である。
  - 三井山の登山口の入口までは御井神社より徒歩約15分。

## 御井池龍神神社
御井神社の別宮。「御井神社 池之宮」、「三井池龍神神社」とも称す。
三井山山麓の御井池（三井池）は御井神が掘った池と伝われている。三井池はかつての木曽川の跡にあたる河跡湖である。
新境川の開削工事の残土で御井池の大部分を埋め立てる工事をおこなっていた1929年（昭和4年）7月5日、地元の要望で灌漑のため動力ポンプを動かしていた一人の工事関係者が突然意識が朦朧とし、あたかも龍が地面を這うような動きをしだす。意識を取り戻したその人物は龍のお告げを聞いたと話し、他の工事関係者も様々な体験をしたことから、御井神社の御霊と竜神を合祀し、祠を祀ったのが始まりである。現在の社殿は1976年（昭和51年）に旧社殿の古材の一部を使用して再建された。

### 祭神
- 龍神（三井池龍神、三池龍神[5]）

### 境内社
- 水神
- 河童祠

### 住所
- 岐阜県各務原市三井山町2丁目
  - 御井神社より徒歩約15分